# Günter Zeller (Fußballspieler, 1961)
Günter Zeller (* 20. Dezember 1961) ist ein ehemaliger deutscher Fußballspieler.

## Karriere
Zeller hatte seinen sportlichen Höhepunkt in der Saison 1987/88, als er sein erstes und einziges Bundesligaspiel bestritt. Er stand in Dienstes des FC Homburg, als er am 21. Spieltag beim Auswärtsspiel gegen den FC Bayern München in der 88. Spielminute für Uwe Freiler eingewechselt wurde. Bei seiner Einwechslung war bereits der spätere Endstand von 6:0 für den FCB hergestellt.